# Santuario della Beata Vergine del Lago

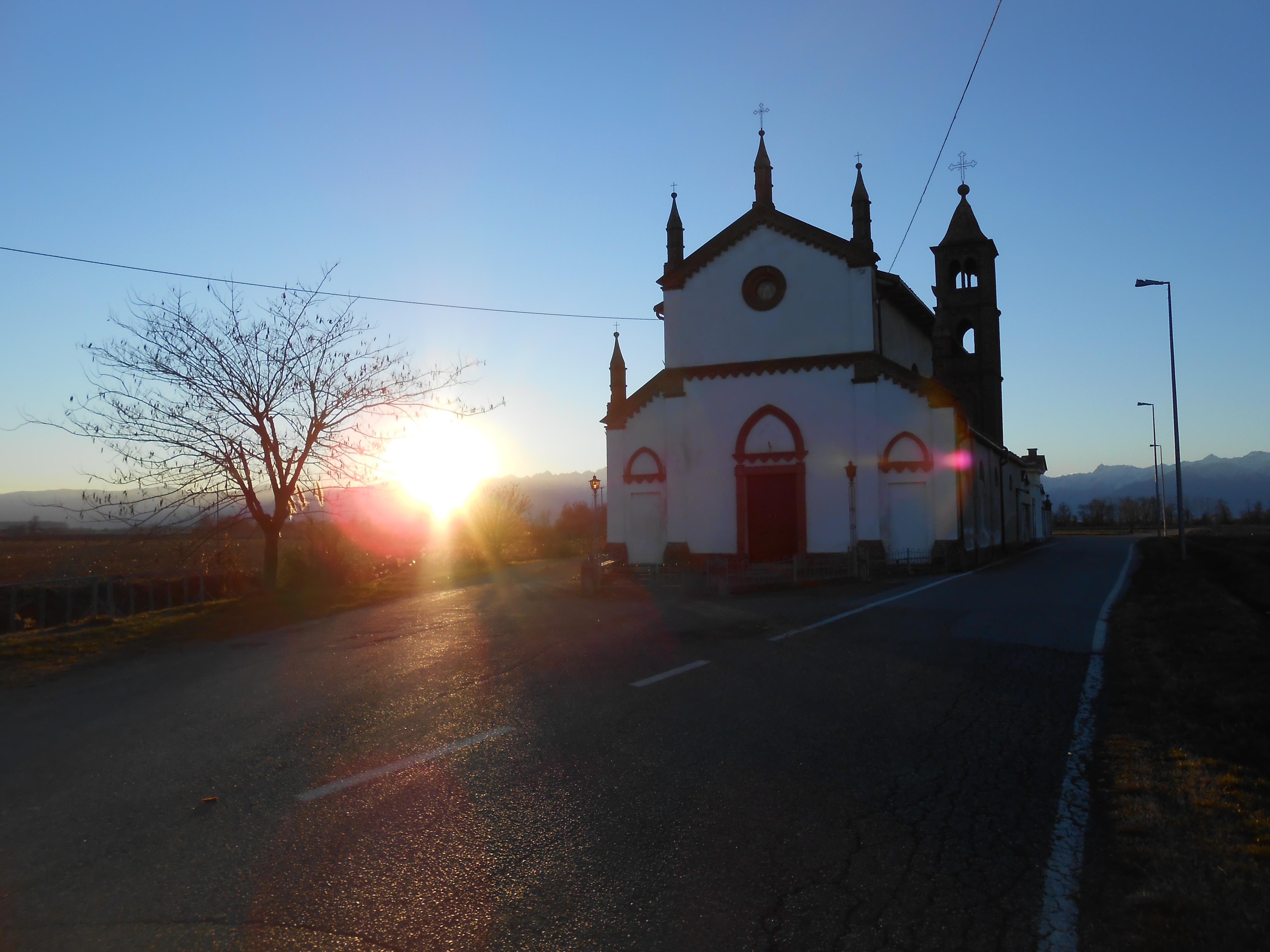
Santuario della Madonna del Lago

Il santuario della Beata Vergine del Lago un tempo chiamata cappella della Madonna del Lago e oggi comunemente chiamata chiesa o santuario della Madonna del Lago (La Madòna del lac in piemontese), è una chiesetta che si trova in via Villafranca Piemonte, nelle campagne Faulesi di Regione Goretti-Capriolo, è adiacente al cimitero e dista circa 400 m dal centro del paese.

## Storia

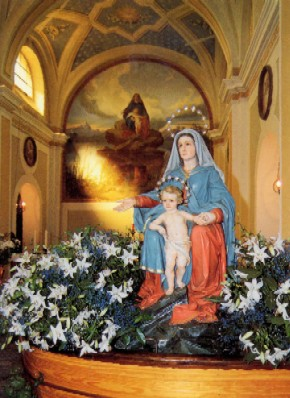
Statua lignea della Vergine e il dipinto di Costantino Sereno

Non si hanno notizie precise sulla sua fondazione, però la sua origine pare ben antica.
Già fin dall'anno 1779 minacciando rovina il Cardinale delle Lanze con decreto del 26 luglio ne ordino' il restauro. Infatti nel 1780 a spese dei devoti venne costruito un atrio antistante e tale trasformazione era ancora visibile negli anni 30 di questo secolo, quando la facciata era costituita da un portico sostenuto da un ampio arco arricchito da fregi floreali di gusto rinascimentale. Nel 1876 Costantino Sereno affresco' sulla parete di fondo l'immagine della Vergine con il Bambino seduta su uno scoglio in mezzo al lago. Nell'anno 1883 tutta la cappella venne poi decorata in ogni sua parte dall'ornatista Marchino da Chieri. Nel 1919 venne donata da due faulesi la statua lignea della Madonna del Lago. Queste vecchie decorazioni sulle pareti laterali sono state poi sostituite da affreschi raffiguranti i santi protettori faulesi dipinti nel 1948 da Mattia Fassi. Un successivo restauro nel 1948 ha conferito al santuario l'aspetto odierno: furono costruite le due navate laterali che hanno compreso entro le mura della chiesa la base del campanile.
Anticamente il santuario era affidato alla custodia di un eremita che viveva oltre che della colletta del pane, del grano, dell'uva e delle uova dei frutti dell'orto attiguo: tutt'oggi è affidato a due rettori, di solito una coppia di coniugi, che hanno il compito di curare il luogo di culto e abbellirlo con fiori durante la stagione di apertura.

## Tre fasi della costruzione
Quindi, La Madonna del Lago è stata costruita in tre fasi:
- La prima fase di costruzione non si conosce con certezza, ma si pensa che sia attorno al 1700
- Il secondo ampliamento è avvenuto attorno nel 1780 con l'inglobamento della primitiva cappella con la costruzione del portico di entrata
- Il terzo ampliamento ha conferito l'aspetto odierno del santuario con la costruzione delle due navate laterali e la chiusura del portico

## La Madonna del Lago e il Lago
Un tempo si trovava vicino alla chiesa della Madonna del Lago, precisamente in regione Gaviglio (Gurij), che fonti narrano fosse grande circa 4 giornate, ma il riempimento dei traboccamenti del Po portò all'estinzione.

## L'indebolimento della struttura portante
Nel 1948, con la costruzione delle due navate, vennero eseguiti scavi nei muri per creare volte per l'accesso alle navate da quella principale.

Questo ha comportato un cedimento della struttura, che nel 2013 è stata rinforzata incementando le fondamenta.

## Le ultime ristrutturazioni

### Ristrutturazione (1948)
La ristrutturazione del 1948 portò il santuario all'aspetto odierno, con la costruzione delle due navate laterali e la chiusura del portico.

### Ristrutturazione (2012-2014)
Dal 2012 al 2014 è stato ristrutturato il santuario, costruendo un tetto nuovo e rinforzando le strutture portanti, che stavano cedendo.

### Ristrutturazione (2021-2022)
Il santuario in questo periodo è stato ristrutturato al suo interno, per riportarlo al suo antico splendore. È stato restaurato l'affresco di Costantino Sereno, che a causa dell'umidità si era rovinato.

## Festa della Madonna del Lago
Ogni prima domenica di settembre a Faule si tiene la festa della Madonna del Lago con la processione con la statua per le vie del paese.